# Nucleic Acids Symposium Series
Nucleic Acids Symposium Series (abrégé en Nucleic Acids Symp. Ser.) est une revue scientifique à comité de lecture. Ce journal publie des comptes rendus du  Symposium on Nucleic Acids Chemistry qui se tient annuellement au Japon.